# Karl Christian Ferdinand Chop
Karl Christian Ferdinand Chop, auch Carl Christian Ferdinand Chop (* 18. Juni 1767 in Sondershausen; † 21. Juni 1840 ebenda) war ein hochrangiger Verwaltungsbeamter im Fürstentum Schwarzburg-Sondershausen.

## Leben
Karl Christian Ferdinand Chop war der älteste Sohn des Friedrich Hieronymus Chop (* 1732; † 1785), Hof-, Konsistorial- und Kabinettsrat in Sondershausen, und dessen Ehefrau Dorothea Sabina geb. Saurbier († 1791).
Seit dem 22. September 1790 war er mit Caroline Wilhelmine Christiane geb. Wölfert (* 1766; † 8. August 1832) verheiratet. Gemeinsam hatten sie eine Tochter, Charlotte Chop.
Chop besuchte die Georg-August-Universität Göttingen zum Studium der Rechte. Daneben war er physikalisch interessiert und nahm an Lichtenbergs Veranstaltungen teil. Nach dem Abschluss des Studiums kehrte er nach Sondershausen zurück und wurde dort Advokat.
Fürst Christian Günther stellte ihn als Amtsverweser in Haßleben, einer Exklave des Fürstentums, an und holte ihn nach drei Jahren nach Sondershausen zurück, um ihn als Assessor im Kammer- und Finanzdepartement und kurz darauf beim Regierungskollegium in gleicher Eigenschaft anzustellen.
Spätestens unter Fürst Günther Friedrich Carl wurde er Hof- und Konsistorialrat und anschließend wirklicher Geheimer Rat und Mitglied des geheimen Kabinetts.
In der Zeit von 1806 bis 1815 wurde ihm fast allein alle organisatorischen Aufgaben übertragen, die in dieser Kriegsperiode erledigt werden mussten, z. B. das Organisieren von Einquartierungen und das Erfüllen von Forderungen. In dieser Zeit wurde er 1810 Mitglied des Geheimen Konsiliums von Schwarzburg-Sondershausen. Dieses Konsilium bildete die Spitze der Staatsverwaltung, in der der Kanzler und weitere Mitglieder vertreten waren; der Fürst hatte den Vorsitz.
Aufgrund von Missgunst wurde er Anfang 1820 angefeindet und es wurden Beschuldigungen erhoben, die dazu führten, dass er, zunächst ohne Gehalt, von allen Ämtern freigestellt wurde. Ein langjähriger und kostenintensiver Prozess erwies zwar seine Unschuld, verhinderte aber auch seine weitere berufliche Förderung.
Eine späte Genugtuung erfuhr er durch die Ehrung seitens des Fürsten Günther Friedrich Carl II. und der Fürstin zu seinem 50-jährigen Berufsjubiläum drei Monate vor seinem Tod.
Er verstarb überschuldet, so dass nach seinem Tod ein Konkurs eröffnet werden musste.

## Werke
- Academiae Georgiae Augustae Jubilaeum saeculare d. xv. ante calendas octobres (xvii. Septembris) hujus anni MDcccxxxvii celebranti gratulatur Carolus Christianus Ferdinandus Chop. (Serenissimi Principis Schwarzburgo-Sondershusani consiliarius intimus, procancellarius et in Consistorio praeses secundus.)[11]